# IC 1524
IC 1524 је спирална галаксија у сазвјежђу Рибе која се налази на листи објеката дубоког неба у Индекс каталогу.
Деклинација објекта је - 4° 7' 37" а ректасцензија 23h 59m 10,7s. Привидна величина (магнитуда) објекта IC 1524 износи 14,1 а фотографска магнитуда 14,9. IC 1524 је још познат и под ознакама IC 1490, MCG -1-1-12, IRAS 23566-0424, PGC 73143.